# Negotinac
Negotinac (en serbe cyrillique : Неготинац) est un village de Serbie situé dans la municipalité de Novi Pazar, district de Raška. Au recensement de 2011, il comptait 9 habitants.

## Démographie
| 1948 | 1953 | 1961 | 1971 | 1981 | 1991 | 2002 | 2011 |
| ---- | ---- | ---- | ---- | ---- | ---- | ---- | ---- |
| 121  | 125  | 123  | 127  | 86   | 38   | 26   | 9    |

|  |